# Toni Hermanns

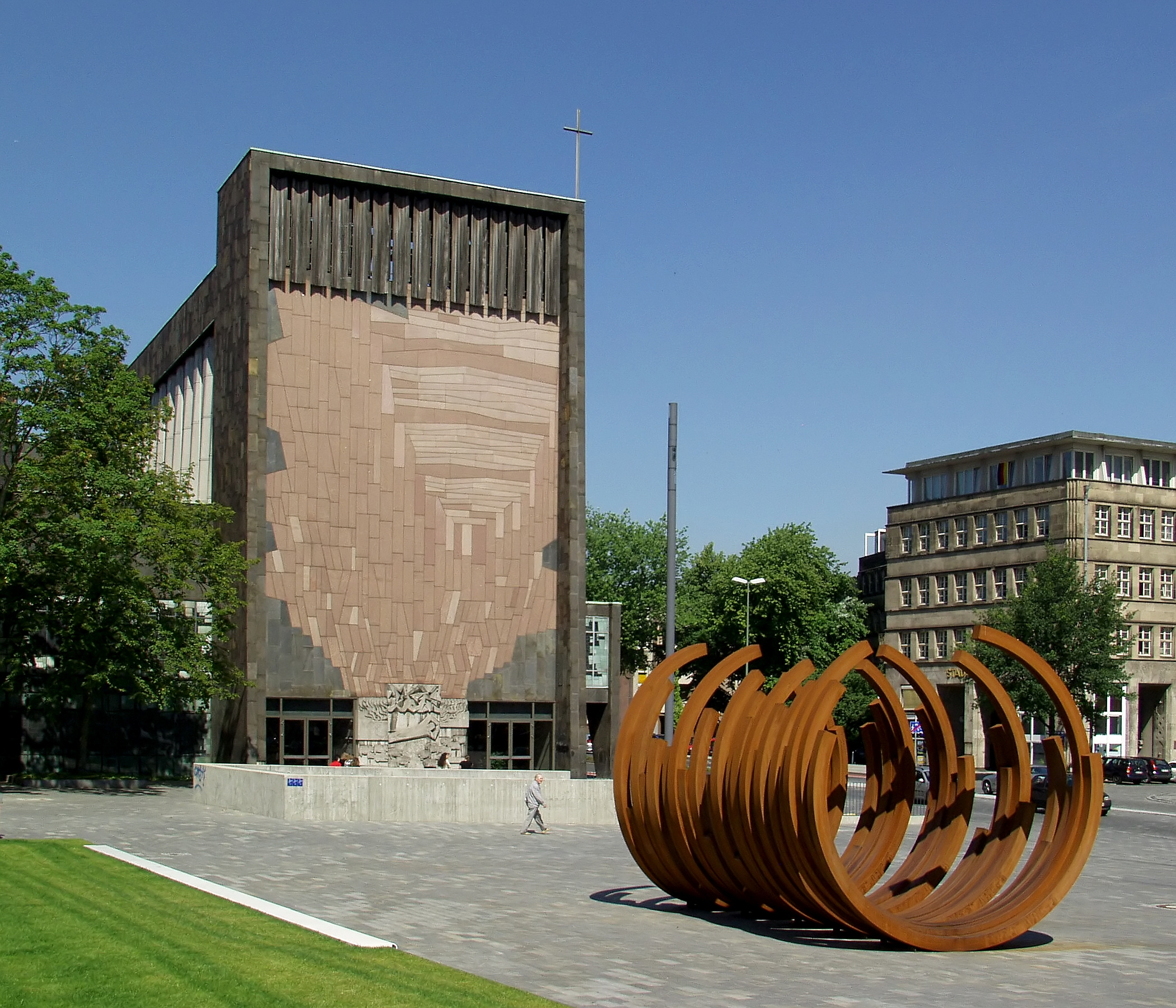
Liebfrauenkirche (Duisburg-Mitte) (1961)

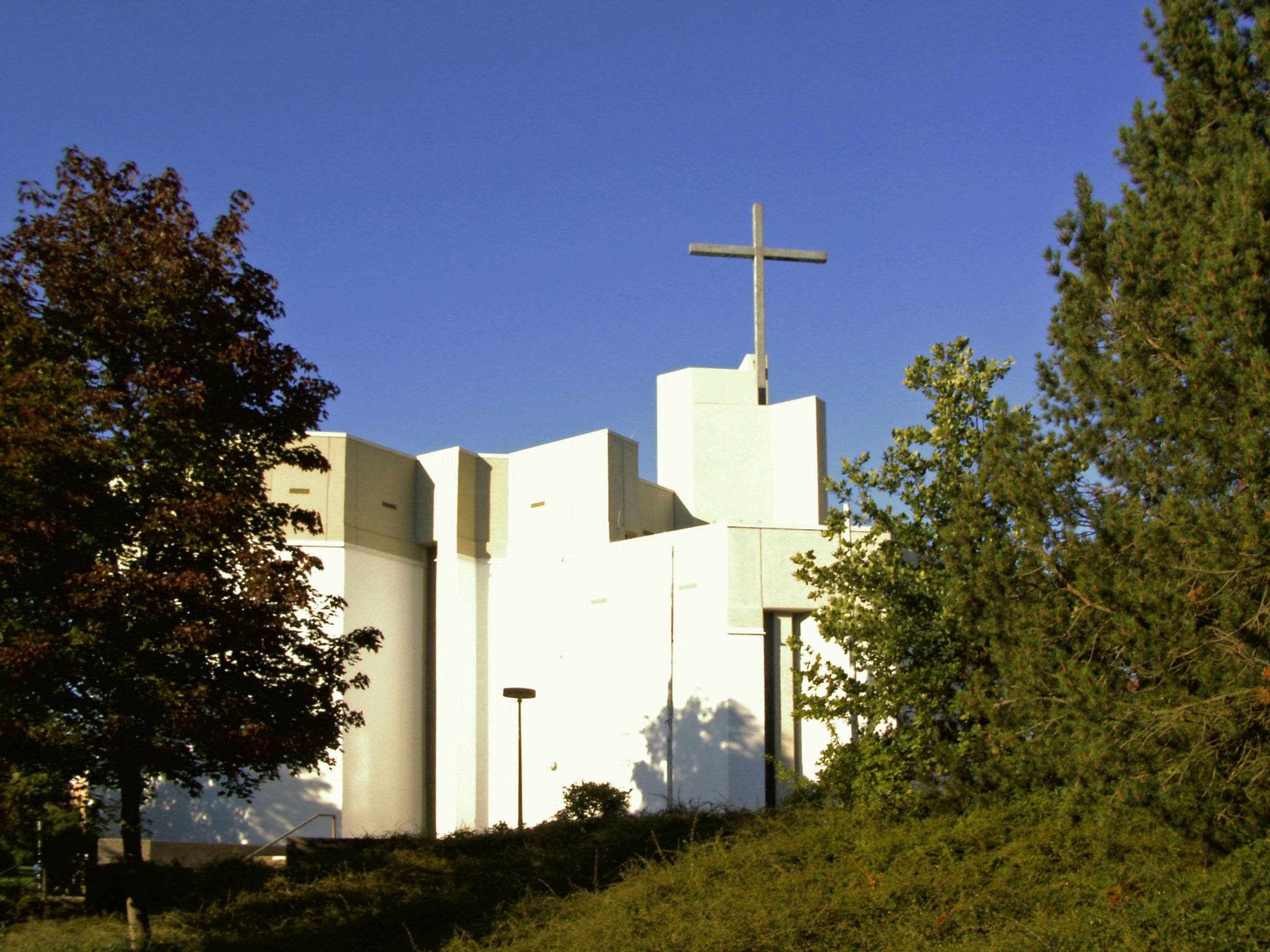
St. Raphael (Wolfsburg) (1973)

Toni Hermanns (* 1915 in Goch; † 2007) war ein deutscher Architekt.

## Leben
Hermanns studierte von 1934 bis 1939 Architektur an der Technischen Hochschule Aachen. Von 1939 bis 1941 war er als wissenschaftlicher Assistent am Lehrstuhl von Benno Schachner tätig. Zudem arbeitete er von 1941 bis 1942 als Architekt und Bauleiter für die Bauunternehmung Philipp Holzmann AG. Nach Kriegsdienst und Kriegsgefangenschaft (1942–1945) wurde er 1945 Leiter des städtischen Planungsamts in Kleve. 1946 wurde er als Stadtbaurat nach Goch berufen, wo er sich im selben Jahr selbständig machte. 1953 verlegte Hermanns sein Architekturbüro nach Kleve. 1951 promovierte er auch bei Benno Schachner; Titel der Arbeit war Das Niederrheinische Bauernhaus. Er arbeitete seitdem als freischaffender Architekt.
Toni Hermanns starb 2007. Der Nachlass wurde in das Baukunstarchiv NRW aufgenommen. Sein Sohn Hannes Hermanns übernahm das Architekturbüro in Kleve.

## Werk
Zu Toni Hermanns bedeutendsten Bauten gehören die Liebfrauenkirche in Duisburg am König-Heinrich-Platz und das Bahnhofsempfangsgebäude in Goch. Auch baute er zwei weitere Kirchen in Duisburg, die 2015 unter Denkmalschutz gestellte St.-Barbara-Kirche in Duisburg-Rheinhausen und St. Nikolaus in Duisburg-Buchholz. Von 1971 bis 1973 wurde die von ihm entworfene Kirche St. Raphael in Wolfsburg erbaut. Insgesamt war er an 109 Kirchenbauten der Nachkriegszeit beteiligt. Zu seinen bedeutenderen profanen Bauten gehören – neben dem o. g. Bahnhof Goch – das Kreishaus in Kleve, das Rathaus in Uedem und die Sparkasse in Goch.